# Hulken (TV-serie)
Hulken (engelska: Incredible Hulk) är en amerikansk TV-serie från 1977-1982, med Bill Bixby och Lou Ferrigno som bygger på Marvel Comics seriefigur Hulken. TV-serien är producerad av Kenneth Johnson.

## Handling
Dr David Banner (Bill Bixby) är läkare och skicklig forskare. Han blir besatt av att vissa kan få övernaturlig styrka i nödsituationer. Det framgår att han själv befann sig i en nödsituation då han råkade ut för en bilolycka och inte kunde rädda sin fru som därmed avled. Detta gör honom besatt då han vet att om han bara hade kunnat få den övernaturliga styrkan i den situationen så hade han kunnat rädda sin fru. Efter en tid kommer han på lösningen på problemet och upptäcker att en viss dos gammastrålning skulle kunna vara lösningen. Han ger sig själv en dos gammastrålning men vad han inte vet är att maskinen han använder har blivit uppgraderad och teknikern har inte satt den nya styrkan på tejpbiten vid reglaget, och därför får han en dos som är alldeles för stor. Detta får till följd att han vid de tillfällen han blir arg eller frustrerad, blir förvandlad till stor grön varelse med en otrolig styrka som kallas Hulken (spelad av Lou Ferrigno). När han sedan har lugnat ner sig blir han åter normal.
Journalisten Jack McGee, i sin jakt på varelsen, tar sig in i labbet olovligen och blir påkommen. I den situationen råkar han ha ner en dunk med syra som antänder explosivt material. Hela byggnaden exploderar i eld och lågor och Davids medarbetare, Elaina Marks (spelad av Susan Sullivan), som stod honom mycket nära, dör i olyckan. Hulken blir anklagad för hennes och David Banners mord, vilket är fel då David Banner i allra högsta grad är levande och Hulken dessutom är helt oskyldig. David Banner inleder sina vandringar för att söka hjälp för sitt problem och bli botad men också för att rentvå sig själv och finna sanningen.

## Skillnader från serietidningarnas "Hulken"
Handlingen i TV-serien baseras på seriefiguren Hulken, men i TV-serien är Hulken mindre skräckinjagande och mer lik en riktig människa. Rollen som Hulken spelas av en grönsminkad muskulös Lou Ferrigno och inga större effekter har lagts på. Det gör TV-serien mer tilltalande för vanliga TV-tittare, som inte är lika fascinerade av seriernas värld.
Förnamnet på seriefiguren Hulk är Bruce, medan det i TV-serien är David. David har dock mellannamnet Bruce, vilket syns på hans gravsten. Enligt Stan Lee, Hulkens skapare och Lou Ferrigno var anledningen att byta namnet Bruce till David för att CBS tyckte att namnet Bruce lät "för bögigt", en motivering som Ferrigno tyckte "det var det mest absurda, löjliga sak jag har hört".

## Avsnitten
Avsnitten brukar börja med att David Banner är på sina resor och vandrar. Efter ett tag hittar han en plats där han antingen söker jobb eller söker någon person med en viss kunskap. Det inträffar en rad problem som han blir inblandad i. Många gånger träffar han personer som håller på att råka illa ut och det finns oftast några personer som håller på att förstöra. David Banner brukar då försöka hjälpa de som håller på att råka illa ut. Vid en del tillfällen råkar han ut för krissituationer men i dessa situationer blir han förvandlad till Hulken och på något sätt löser sig då problemet. Han blir åter normal igen och inser att han måste fortsätta sin färd vidare. Avsnitten slutar alltid med att en och samma stillsamma och lite sorgmodiga melodi spelas medan David Banner vandrar på en väg.

## David Banner som person
Som person är David Banner en mycket tragisk och sorgmodig person. Det framgår hela tiden att han bär på sorg och att de personer han älskade mest i sitt liv är döda. David Banner har heller inget hem utan lever ett kringvandrande liv som en sorts luffare. Han vandrar hela tiden men slår sig ned på platser temporärt. Platserna han slår sig ner på hittar han antingen för att få jobb för att kunna fortsätta färden eller för att det kan finnas någon forskare som kan leda honom närmare sanningen. Oftast stöter han då på problem och han blir inblandad i problemen. David Banner tar alltid ställning för de svaga och vill alltid hjälpa de som behöver hjälp. Han är också alltid en ytterst hederlig person som aldrig accepterar när andra bryter mot lagen. Han träffar många vackra kvinnor som han blir förtjust i och som blir förtjusta i honom. Ändå måste han lämna kvinnorna till slut för att fortsätta med sitt sökande. David Banner blir förvandlad till Hulken i negativa situationer. Det är dels om han är arg men också om han blir mycket ledsen och olycklig eller i nödsituationer då hans liv står på spel. En annan sak som många gånger framgår är att han är mycket intelligent. Nästan på gränsen till överintelligent. Det framgår ofta också att han är läkare och har en mycket hög utbildning och är akademiker. Hans kunskap om medicinska termer har egentligen inga gränser och detta framgår ofta då någon medicinsk term nämns så utvecklar han detta nästan alltid. Vid de tillfällen som mediciner dyker upp vet han också alltid exakt vad de är för mediciner och exakt vilka effekter dessa kan ha. Förutom hans kunskap om medicinska termer framgår också att han är mycket allmänbildad och vid olika situationer kan han dessutom vara påhittig och finner lösningar på ibland oväntade sätt. Ett annat drag som ofta märks på honom är att han alltid är en perfekt gentleman och även har ett sinne för humor. Detta kan också vara en av orsakerna till att så många kvinnor faller för honom.

## Speciella avsnitt
- I ett avsnitt träffar David Banner en kvinna som också är läkare. Han avslöjar sin hemlighet för henne men det finns ett problem. Hon är sedan länge dödssjuk. Hon vet själv hela tiden att hon ska dö inom kort och även David Banner är medveten om detta. Ändå blir han förälskad i henne och de gifter sig. De får en lycklig tid tillsammans men David är orolig för henne och vet hela tiden om den tragiska sanningen. Han drömmer om hennes död och i sin sorg blir han på natten förvandlad till Hulken i sin olycka. Det slutar också med att hon dör och David Banner måste med stor sorg i sin själ fortsätta sina eviga vandringar.
- I ett dubbelavsnitt får man veta att David Banner inte alls var först med detta att bli förvandlad till Hulken. Samma fenomen hade skett ca 35 år tidigare. En läkare hade gjort likvärdiga experiment som innebar att en man blev förvandlad till Hulken. David Banner får veta att det finns en plats med dessa rykten och att ryktena hade hållit sig vid liv i många år. Han söker sig till platsen och hittar ett laboratorium som har stått orört i 30 år. Problem uppstår och den man som 30 år tidigare hade varit Hulken blir det åter igen. Det framgår att det fanns ett botemedel som David Banner ville få tag på men läkaren som uppfunnit detta var död sedan länge. Den man som däremot var den gamle Hulken lever, och han återställer maskinerna och blir åter Hulken igen. Den gamle Hulken har dock en nackdel mot den Hulken som vi annars känner till. David Banner kan aldrig döda och inte heller när han är Hulken kan han döda. Den gamle Hulken är inte alls lika snäll som David Banner och han dödar folk när han blir förvandlad. Detta blir ett stort problem.
- I ett avsnitt får vi se David Banners familj. Vi får här veta hans bakgrund och får här veta att han är om något ännu sorgsnare än man tidigare visste. Familjen Banner visar sig ha en bondgård och David Banners pappa är bonde. Det framgår att David Banners mamma dog när David var barn och att han även i vuxen ålder bär på den sorgen. Det var på grund av mammans död som David bestämde sig för att bli läkare och detta bestämde han redan i sin barndom då mamman dog. David har även en syster som står honom mycket nära. Även systern har blivit läkare. David har däremot haft en del problem med sin pappa. Han tyckte i sin ungdom att pappan inte brydde sig om mammans död. Pappan hade också svårt att acceptera att hans son ville bli läkare, han ville att sonen skulle bli bonde och ta över gården istället. I detta avsnitt förvandlas han till Hulken i ett par situationer. En gång när han drömmer om sin mammas död men en annan gång när han ska rädda livet på sin pappa. Han försonas också till slut med sin pappa.

## Övriga roller
- Jack Colvin som den efterhängsne reportern Jack McGee

## Om serie
Serien hade svensk premiär i TV1 den 4 juli 1981.

## TV-filmer
Efter seriens nedläggning 1982 spelades det in tre TV-filmer, där Bill Bixby och Lou Ferrigno repriserade sina roller.
- Hulkens återkomst (The Incredible Hulk Returns, 1988)
- Hulken inför rätta (The Trial of the Incredible Hulk, 1989)
- Hulken - den slutgiltiga uppgörelsen (The Death of the Incredible Hulk, 1990)

### Fotnoter
1. ↑  Owen Quinn (11 november 2012). ”We look back at the classic The Incredible Hulk TV series” (på engelska). Following the Nerd. Arkiverad från originalet den 24 september 2016. https://web.archive.org/web/20160924024950/http://www.followingthenerd.com/tv/we-look-back-at-the-classic-the-incredible-hulk-tv-series/#sthash.bUUNJfIb.dpbs. Läst 23 september 2016.
2. ↑  Glenn, Greenberg (februari 2014). ”The Televised Hulk”. Back Issue! (TwoMorrows Publishing) (70):  sid. 19–26.
3. ↑  Keck, William. "Lou Ferrigno looks back, and luckily, not in anger". USA Today, 17 juni 2008, p. 2D. (arkiv)